# Zvonička v Žampachu
Zvonička v Žampachu je dřevěná zvonička, dominanta původní dřevěné architektury v centru obce Žampach (okres Ústí nad Orlicí). Podle místní kroniky pochází tato zvonička z roku 1929.
Kdy vznikla stará zvonička s jedním menším zvonkem, kterou v roce 1882 zničil vítr, není známo, ale brzy poté, v letech 1884–1886, byla postavena znovu. Světil ji páter Bartoš z Písečné v roce 1887. V letech 1894 až 1895 na náklad hraběnky Anny z Lützowa byla zvonička přemístěna ke statuli u silnice. Tato zvonička byla v roce 1920 nákladem velkostatku opravena, novými prkny a šindelem pobita. Práci provedl a navečer 5. července dokončil Josef Knap ze Žampachu číslo p. 54. Na to po půlnoci asi o druhé hodině ranní dne 6. července 1920 vyhořela. Podpálena byla neznámým pachatelem, který nikdy nebyl vypátrán. Při požáru se menší zvonek roztavil (větší zvonek byl v roce 1917 zrekvírován, obec za něj dostala 40 Rakousko-uherských korun). Nová zvonička byla postavena teprve v roce 1929. Zřídili ji podle původního vzoru občané žampaští spolu s velkostatkem. Jest to tedy třetí zvonička na druhém místě.
Zvonice je chráněna jako kulturní památka České republiky.